# Carnivale
Carnivàle – amerykański serial dramatyczny, fantasy wyprodukowany przez HBO. Został stworzony przez Daniela Knaufa, a główne role zagrali Nick Stahl i Clancy Brown. Serial był emitowany w latach 2003-2005.
Serial jest odcinkowym dramatem osadzonym w USA w czasach wielkiego kryzysu. Osią fabuły jest motyw zmagań pomiędzy dobrem a złem, jak również walki pomiędzy wolną wolą a przeznaczeniem.

## Opis fabuły
Na początku pierwszego epizodu, dyrektor cyrku (karzeł o imieniu Samson) wypowiada następującą kwestię:
U zarania dziejów, po wielkiej wojnie pomiędzy niebem a piekłem, Bóg stworzył Ziemię i oddał ją pod panowanie sprytnej małpy, którą nazwał człowiekiem... z każdym pokoleniem rodziła się istota światła i istota mroku... wielkie armie ścierały się nocami w odwiecznej wojnie pomiędzy dobrem a złem. Były to czasy magii. Szlachetności. I niewyobrażalnego okrucieństwa. Trwało to aż do dnia, w którym fałszywe słońce wybuchło nad Trinity, a człowiek na zawsze zastąpił cuda nauką.
Powyższy cytat rzuca nieco światła na tematykę serialu i jego konstrukcję.
Opowiedziana historia składa się z dwóch powoli zazębiających się wątków. Pierwszy dotyczy młodego chłopaka o imieniu Ben Hawkins, posiadającego niezwykłą moc uzdrawiania, "istoty światła", który dołącza do wędrownego cyrku, kiedy ten przejeżdża obok jego domu w Milfay w Oklahomie. Niedługo potem, Ben zaczyna doświadczać dziwnych snów i wizji, które prowadzą go na trop człowieka o imieniu Henry Scudder, włóczęgi, związanego z cyrkiem wiele lat wcześniej... człowieka, który posiadł moce podobne do daru Bena. Okazuje się w końcu, że Scudder jest ojcem Bena.
Drugi wątek opowiada o losach metodystycznego kaznodziei, brata Justina Crowe, "istoty mroku", będącego przeciwieństwem Bena i jego nemezis. Justin także posiada nadnaturalne moce, dzięki którym może rozkazywać ludziom siłą woli i ukazywać im ich grzechy w postaci przerażających, traumatycznych wizji. Justin doświadcza surrealistycznych, proroczych snów, przypominających te, które śni jego antagonista.
W miarę rozwoju fabuły, wesołe miasteczko podróżuje na zachód, w kierunku Kalifornii, a konfrontacja wydaje się nieunikniona. Podróż na zachód symbolizuje migrację wędrownych robotników z Oklahomy do Kalifornii podczas wielkiej katastrofy erozji gleby (dust bowl).
Samson wprowadza widzów także w drugi sezon, mówiąc:
Na zgliszczach starego świata Człowiek pochopnie ogłosił kres wszelkich wojen, a Wysłannik Mroku próbował oszukać swoje przeznaczenie... i żyć jak śmiertelnik. Uciekł więc za ocean, do imperium zwanego Ameryką. Wystarczyła jednak sama jego obecność, aby rak zaczął toczyć ducha narodu. Ludzie zostali zagłuszeni przez głupców, którzy rzucali słowa na wiatr... ludzi, dla których ucisk i tchórzostwo były cnotami... a wolność zagrożeniem. W nowym kraju, Prorok zaczął podążać śladami wroga... do czasu, gdy osłabiony odniesionymi ranami, skierował swoją nienawiść na kolejnego potomka rodu światłości. I doszło do tego, że los ludzkości spoczął na barkach najbardziej niepokornego ze zbawicieli. 
W odcinku otwierającym drugi sezon Ben spotyka tajemniczą osobę zwaną Zarządem, skrytą postać, która przewodzi wesołemu miasteczku, wydając Samsonowi nierzadko zaskakujące rozkazy. Zarząd okazuje się być mężczyzną o imieniu Lucius Belyakov, antenatem Bena i byłą istotą światłości. Belyakov ukazuje Benowi wizję pierwszej próby jądrowej w okolicach Alamogordo w Nowym Meksyku i mówi mu, że niszczycielski wybuch, którego był świadkiem, jest "ostatnim ogniwem łańcucha obecnych wydarzeń. Musisz przerwać ten łańcuch". Jedynym sposobem, aby to osiągnąć, jest, jak twierdzi Belyakov, unicestwienie kaznodziei, którego Ben widzi w swoich snach.
W tym samym czasie Justin (który rozpoczął nadawanie cotygodniowej audycji z nabożeństwami w lokalnej rozgłośni radiowej, mającej na celu przyciągnięcie tysięcy emigrantów z Oklahomy i innych części Ameryki do nowego kościoła budowanego przez Justina w okolicach miasta Mintern w Kalifornii) spotyka mężczyznę o imieniu Smith, który rozpoznaje w nim "Mistrza" i mówi mu, że aby zdobyć pełnię mocy i wypełnić swoje przeznaczenie, Justin musi zgładzić Henry'ego Scuddera, poprzednią istotę ciemności.
Szczęśliwym zbiegiem okoliczności, Ben znajduje w końcu Scuddera i prowadzi go do Belyakova, który zmusza go do wyjawienia prawdziwej tożsamości antagonisty Bena, który... okazuje się być synem Belyakova, Aleksiejem (Justin i jego siostra zostali wychowani przez duchownego Normana Balthusa i otrzymali nowe imiona po matce – żona Belyakova zginęła w katastrofie pociągu. Belyakov atakuje Scuddera, co zmusza Bena do zabicia Rosjanina. W tym momencie cała wiedza i moc Belyakova przechodzą na Bena, który kontynuuje poszukiwania swojego wroga.
Drugi sezon kończy się dramatyczną konfrontacją pomiędzy Benem a Bratem Justinem w polu na obrzeżach New Canaan w Kalifornii.
Serial łączy teologię chrześcijańską z wątkami gnostycznymi i masońskimi, szczególnie tymi odnoszącymi się do Templariuszy.

## Przerwanie emisji
Mimo iż oglądalność początkowo utrzymywała się na dobrym poziomie, spadła znacząco pod koniec pierwszego sezonu. W trakcie trwania drugiego sezonu oglądalność rosła powoli aż do końca, jednak produkcja serialu stawała się coraz droższa. Wielu fanów miało nadzieję, że zgodnie z tradycją HBO, która zakłada poprowadzenie serialu do końca oraz sześcioletniego planu Daniela Knaufa, emisja Carnivale zostanie wznowiona, jednak w maju 2005 pojawiła się informacja, że serial nie będzie kontynuowany. 11 maja 2005 HBO potwierdziło, że serial już nie powróci.
Zakończenie serialu po drugim sezonie, które pozostawiło mnóstwo wątków bez wyjaśnienia, zdenerwowało wielu widzów. Niektórzy z nich wystosowali petycje i listy do HBO, żądając wznowienia serialu. Według prezesa HBO, co weekend na adres pocztowy stacji napływało ponad 50.000 e-maili.
Jeśli serial byłby kontynuowany, wiele wątków znalazłoby swoje rozwiązanie, jak twierdzi Daniel Knauf. Carnivale składałoby się z trzech "Ksiąg", z których każda obejmowałaby dwa sezony i kilka lat akcji (pierwsza księga została ukończona). Akcja Księgi II (sezony 3 i 4) rozgrywałaby się pomiędzy latami 1939 a 1940, zaś Księga III – pomiędzy 1944 a 1945 (aż do zakończenia II wojny światowej i wybuchu na poligonie Trinity).
Zgodnie z artykułem opublikowanym w lutym 2006 na Mediavillage.com , HBO może rozważać nakręcenie filmu lub miniserialu wyjaśniającego wiele wątków. Artykuł mówi o tym, że gdyby oglądalność okazała się dobra, HBO mogłaby zacząć produkcję trzeciego sezonu.

## Ewangelia Knaufa (Prawa Awataryczne)
Na podstawie rozmowy na chatach, wywiadach i e-mailach twórcy serialu, Daniela Knaufa.
Prawa:
- Awatarowie: Ci, w których żyłach płynie krew Awatarów i posiadają Płaszcz Domu. Mogą wykazywać niezwykłe moce.
- Wektorowie: Wszyscy inni, w których żyłach płynie krew Awatarów, jednak nie posiadają Płaszcza. Wykazują nieznaczne moce, często są szaleni.
- Domy: Istnieją dwa, Dom Mroku i Dom Światłości, reprezentujące moralny ład. Manifestują się w świecie poprzez przeniesienie Płaszcza na osobę, w której żyłach przed narodzeniem płynie krew Awatarów.
- Istota światła/Mroku: Inna nazwa Awatara należącego do któregoś z Domów.
- Płaszcz: Mechanizm, poprzez który Dom manifestuje swoją obecność w sferze śmiertelników. Po otrzymaniu nie może zostać przeniesiony.
- Prorok: Główny Awatar Domu, zawsze najstarszy pod względem pokoleniowym. W jego żyłach płynie Vitae Divina (błękitna krew).
- Książęta: Wszyscy inni Awatarowie Domu. Najstarszy pokoleniowo Książę jest Dominatorem.
- Dynastia: Czysta linia Awatarów, od ojca do syna, niezależna od Domu.
- Łaska: Całość wiedzy o wspomnieniach i mocach Proroka.

## Niewyjaśnione wątki
Po zakończeniu serialu, wiele wątków pozostało niewyjaśnionych. Odpowiedzi na niektóre z nich udzielił później sam Knauf:
- Były związek pomiędzy Scudderem a Lodzem (obydwaj pracowali w Europie w podrzędnych wesołych miasteczkach; Lodz został oślepiony, gdy Scudderowi nie udało się pozbyć swoich mocy, przekazując je na przyjaciela).
- Powód, dla którego Ben był poszukiwany przez policję, gdy po raz pierwszy spotkał objazdowy cyrk (przypadkowo zabił strażnika po tym, jak uwięziono go za napad na kierownika banku, który odebrał ziemię jego matce).
- Niedźwiedź, który zaatakował Belyakova na polu bitwy, był częścią numeru cyrkowego Lodza przed tym, jak on i Scudder połączyli swe siły.
- Dalsze losy radiowca Tommy'ego Dolana.

Wątki, które nie doczekały się wyjaśnienia, obejmują:
- Cel Sofii jako Omegi.
- Cel Justina jako Mistrza.
- Znaczenie wspólnej wizji Bena i Sophie, w której całują się na tle wybuchu atomowego.
- Działania Lodza i jego słowa, gdy mówi, że powróci jeszcze "pod ludzką postacią"
- Rękopis Sauniera i jego związek z Awatarami.
- Jak (jeśli w ogóle) Jonesy przeżyje mimo otrzymanych ran postrzałowych.
- W jaki sposób zmienią się "losy ludzkości" po wybuchu na poligonie Trinity.
- "Ciche" zniknięcie trzecioplanowych postaci krokodyloskórego i bliźniaczek syjamskich, które mogły być ciekawie rozwinięte, a mimo pojawienia się na plakacie pierwszej serii, ciekawych i dość dowcipnych kwestii krokodyla, zupełnie wyparowały.
- Wątek płodu zamkniętego w słoiku z formaliną w pojawiającej się 2 razy przyczepie, podczas pierwszego sezonu (gdy wchodzi do niej Ben, a płód otwiera oczy) i z końca drugiego sezonu (gdy w przyczepie pojawia się Samson, a płód znika ze słoja).

## Lista odcinków

### Sezon 1 (2003)
| Odcinek | Tytuł                    | Obrazek | Scenariusz                     | Reżyseria       | Streszczenie | Data emisji                |
| ------- | ------------------------ | ------- | ------------------------------ | --------------- | --- | -------------------------- |
| 1       | Milfay (Pilot)           |         | Daniel Knauf                   | Rodrigo Garcia  | Zbieg Ben Hawkins, po śmierci swojej matki zostaje przygarnięty przez objazdowy cyrk. Kaznodzieja z Kalifornii otrzymuje znaki świadczące o tym, że on i chłopak posiadają niezwykłe moce. | 14 września 2003 (HBO)     |
| 2       | After the Ball is Over   |         | Daniel Knauf i Ronald D. Moore | Jeremy Podeswa  | Za sprawą dowcipu Ben wpada na trop zagadki dotyczącej jego własnej przeszłości; Brat Justin doświadcza wizji nowego kościoła.                                                             | 21 września 2003 (HBO)     |
| 3       | Tipton                   |         | Henry Bromell i Daniel Knauf   | Rodrigo Garcia  | Władze miasta Tipton nie wyrażają zgody na rozstawienie cyrku; Ben dowiaduje się o cenie, jaką musi zapłacić za korzystanie ze swoich mocy.                                                | 28 września 2003 (HBO)     |
| 4       | Black Blizzard           |         | William Schmidt                | Peter Medak     | Podczas burzy piaskowej Lodz sprawdza moce Bena; w tym samym czasie kościół Brata Justina ulega spaleniu w tajemniczych okolicznościach.                                                   | 5 października 2003 (HBO)  |
| 5       | Babylon                  |         | Dawn Prestwich i Nicole Yorkin | Tim Hunter      | Gdy cyrk zatrzymuje się w mieście duchów, Ben spędza traumatyczne chwile w kopalni, a jeden z cyrkowców zostaje zabity.                                                                    | 12 października 2003 (HBO) |
| 6       | Pick a Number            |         | Ronald D. Moore                | Rodrigo Garcia  | Samson poznaje prawdę o mieście Babylon. Ben bierze udział w "Cyrkowej Sprawiedliwości" | 19 października 2003 (HBO) |
| 7       | The River                |         | Toni Graphia                   | Allison MacLean | Brat Justin dowiaduje się o swojej przeszłości i przeznaczeniu. W cyrku, Stumpy rozpacza po śmierci córki.                                                                                 | 26 października 2003 (HBO) |
| 8       | Lonnigan, Texas          |         | Daniel Knauf                   | Scott Winant    | Brat Justin zostaje umieszczony w zakładzie dla obłąkanych; Lodz i Samson kłócą się o zadanie, jakie Samson wyznaczył Benowi.                                                              | 2 listopada 2003 (HBO)     |
| 9       | Insomnia                 |         | William Schmidt                | Jack Bender     | Ben usiłuje uwolnić się od koszmarów nie śpiąc, jest jednak bardzo zmęczony. Justin zostaje wypuszczony ze szpitala psychiatrycznego.                                                      | 9 listopada 2003 (HBO)     |
| 10      | Hot and Bothered         |         | Nicole Yorkin i Dawn Prestwich | Jeremy Podeswa  | Brat Justin wraca do Mintern, by zmienić kierunek swojej działalności duszpasterskiej; Samson podąża śladem tajemnic templariuszy.                                                         | 16 listopada 2003 (HBO)    |
| 11      | Day of the Dead          |         | Toni Graphia                   | John Patterson  | Za zgodą zarządu, Lodz układa plan mający na celu dotarcie do Bena; moce Justina okazują się być demoniczne; Ruthie umiera od ukąszenia węża.                                              | 23 listopada 2003 (HBO)    |
| 12      | The Day That Was The Day |         | Ronald D. Moore                | Rodrigo Garcia  | Ben poznaje zarząd. Gdy chłopak zabija Lodza, Ruthie wraca do życia. Brat Justin i Wielebny Balthus mówią o złych uczynkach; Apollonia podpala przyczepę.                                  | 30 listopada 2003 (HBO)    |

## Nagrody

### 2004

#### Emmy
- najlepsza czołówka
- najlepsza scenografia w serialu kręconym przy użyciu jednej kamery:  Bernt Amadeus Capra, Dan Bishop, Gary Kosko, Jeremy Cassells, Leslie McCarthy-Frankenheimer, Roger L. King, Sara Andrews – za odcinek pilotażowy "Milfay"
- najlepsze fryzury w serialu – Kerry Mendenhall, Louisa V. Anthony i Elizabeth Rabe (I) za odcinek "After the Ball Is Over"
- najlepsze kostiumy w serialu:  Ruth Myers, Terry Dresbach – za odcinek pilotażowy "Milfay"
- najlepsze zdjęcia w serialu kręconym przy użyciu jednej kamery:  Jeffrey Jur – za odcinek "Pick A Number"

#### Amerykańska Gildia Kostiumologów
- najlepsze kostiumy w filmie telewizyjnym kostiumowym lub fantasy:  Ruth Myers, Terry Dresbach

#### Amerykańska Gildia Scenografów
- najlepsza scenografia w odcinku serialu kręconego przy użyciu jednej kamery:  Bernt Amadeus Capra, Jeremy Cassells

#### Amerykańskie Stowarzyszenie Operatorów Filmowych
- najlepsze zdjęcia do filmu tygodnia / miniserialu / odcinka pilotażowego w telewizji kablowej lub płatnej:  Tami Reiker - za odcinek pilotażowy
- najlepsze zdjęcia do odcinka serialu:  Jeffrey Jur - za odcinek "Pick a Number"

#### Międzynarodowa Gildia Horroru
- najlepszy program telewizyjny[1]